# Kwadwo Asamoah
Kwadwo "Kojo" Asamoah (n. 9 decembrie 1988 în Accra) este un fotbalist ghanez retras din activitate.

## Titluri
Juventus
- Serie A (2): 2012–13, 013–14
- Supercoppa Italiana (2): 2012, 2013

## Legături externe
- Site oficial Arhivat în 15 ianuarie 2014, la Wayback Machine.
- Kwadwo Asamoah pe site-ul FIFA (arhivat)